# Tour de France 2004
Die 91. Tour de France wurde vom 3. bis 25. Juli 2004 in 21 Teilstücken (1 Prolog und 20 Etappen) mit einer Gesamtlänge von 3391 km ausgetragen. Es nahmen 188 Rennfahrer an der Rundfahrt teil, von denen 147 klassifiziert wurden.

## Strecke
Die Strecke der Tour 2004 wurde am 23. Oktober 2003 der Öffentlichkeit vorgestellt. Sie durchquerte das französische Hexagon gegen den Uhrzeigersinn. Nach dem Start im belgischen Lüttich und einer Reihe von Flachetappen in Belgien und Nordfrankreich führte die Route über das Zentralmassiv in die Pyrenäen, wo zwei Bergankünfte stattfanden. In der letzten Tourwoche standen drei Alpen-Etappen auf dem Programm, darunter das auf einen ungewöhnlich späten Zeitpunkt gelegte erste Einzelzeitfahren über 15 km hinauf ins mythische L’Alpe d’Huez. Nach einem weiteren Zeitfahren in Besançon endete die Tour wie seit 1975 auf der Avenue des Champs-Élysées in Paris.

## Sieger

### Gesamtwertung
Ein Sieger wird für die Tour 2004 nicht mehr geführt. Zwar holte Lance Armstrong zum sechsten Mal den ersten Platz der Gesamtwertung und stellte somit zunächst einen historischen Rekord auf: Keinem Rennfahrer, auch nicht Jacques Anquetil, Bernard Hinault, Miguel Indurain und Eddy Merckx, gelang es, die Tour ein sechstes Mal zu gewinnen. Armstrong konnte während der ganzen Tour seine Gegner kontrollieren – auch mit Hilfe seines guten Teams, das oftmals seinen Gegnern überhaupt nicht die Möglichkeit gab, wegzukommen. Armstrong erreichte außerdem 5 Etappensiege und den Sieg im Mannschaftszeitfahren, was es seit über 20 Jahren bei der Tour de France nicht gegeben hatte.
Hinter Armstrong wurde der Deutsche Andreas Klöden Zweiter. Er war damit erst der dritte Deutsche nach Kurt Stöpel (1932) und Jan Ullrich (1996, 1998, 2000, 2001, 2003), der einen Podestplatz erringen konnte. Mit über 6 Minuten Vorsprung jedoch distanzierte Armstrong – wie z. B. in den Jahren 2000 und 2001 zuvor Jan Ullrich – nun auch Andreas Klöden recht deutlich.
Dritter wurde der Italiener Ivan Basso, der vor allem auf den Pyrenäen-Etappen glänzte und sogar ein Teilstück gewinnen konnte. Durch seine gegenüber Klöden schlechteren Zeitfahrqualitäten wurde er von diesem kurz vor Ende der Tour aber noch von Platz 2 verdrängt.
Am 22. Oktober 2012 verkündete der Radsportweltverband UCI jedoch die Streichung aller Titel Armstrongs seit dem 1. August 1998, darunter auch alle Tour-de-France-Erfolge des Amerikaners. Nachrücker auf den ersten Platz wurden nicht eingesetzt. Der historische Rekord Armstrongs wurde somit ebenfalls hinfällig.

### Punktewertung
Der Australier Robbie McEwen gewann das Grüne Trikot des Punktbesten. Wie so oft wurde diese Frage erst in Paris auf der Avenue des Champs-Élysées geklärt. Zweiter wurde der Norweger Thor Hushovd, der lange Zeit als einziger McEwen ernsthafte Konkurrenz bot.

### Bergwertung
Das Gepunktete Trikot konnte sich zum siebten Mal der Franzose Richard Virenque überstreifen. Keiner vor ihm konnte dieses Spezialtrikot so oft erringen. Virenque trotzte der Regeländerung der Tourorganisation, die beim letzten Berg (wenn die Kategorie mindestens 2 ist) die doppelte Punktzahl auslobte. Somit konnten sich die Fahrer des Gesamtklassements viele Punkte sichern, was man auch bei den Plätzen zwei und darunter sieht. Virenque setzte sich bei vielen Bergetappen durch Solofluchten ab und konnte sich ohne ernsthafte Konkurrenz die Punkte sichern.

### Nachwuchswertung
Das Weiße Trikot des besten Jungprofis bis einschließlich 25 Jahren sicherte sich der Russe Wladimir Karpez vor Sandy Casar und Thomas Voeckler, der lange Zeit in diesem Trikot unterwegs war, den aber zum Schluss die Kräfte verließen. Die entscheidende Attacke auf das Weiße Trikot fuhr Karpez auf dem abschließenden Zeitfahren rund um Besançon, wo er Casar und Voeckler klar distanzieren konnte.

### Mannschaftswertung
Die Mannschaftswertung konnte sich das T-Mobile-Team vor dem US-Postal-Team und dem Team CSC sichern. Dies wurde vor allem durch die guten vorderen Platzierungen von Andreas Klöden und Jan Ullrich möglich.

### Kämpferischster Fahrer
Der kämpferischste Fahrer der Tour 2004 wurde Richard Virenque, wegen seiner vielen Attacken auf den Bergetappen. Dies entschied die Jury der Tour de France. Der Deutsche Jens Voigt zeichnete sich durch die meisten allein – oder in einer kleinen Gruppe – gefahrenen Kilometer aus.

## Etappen
| Etappen    | Tag      | Start – Ziel                         | km         | Etappensieger          | Gelbes Trikot     |
| ---------- | -------- | ------------------------------------ | ---------- | ---------------------- | ----------------- |
| Prolog     | 3. Juli  | Lüttich (BEL) – Lüttich              | 6,1 (EZF)  | Fabian Cancellara      | Fabian Cancellara |
| 1. Etappe  | 4. Juli  | Lüttich – Charleroi                  | 202,5      | Jaan Kirsipuu          | Fabian Cancellara |
| 2. Etappe  | 5. Juli  | Charleroi – Namur                    | 197        | Robbie McEwen          | Thor Hushovd      |
| 3. Etappe  | 6. Juli  | Waterloo – Wasquehal                 | 210        | Jean-Patrick Nazon     | Robbie McEwen     |
| 4. Etappe  | 7. Juli  | Cambrai – Arras                      | 64,5 (MZF) | US Postal              | Lance Armstrong   |
| 5. Etappe  | 8. Juli  | Amiens – Chartres                    | 200,5      | Stuart O’Grady         | Thomas Voeckler   |
| 6. Etappe  | 9. Juli  | Bonneval – Angers                    | 196        | Tom Boonen             | Thomas Voeckler   |
| 7. Etappe  | 10. Juli | Châteaubriant – Saint-Brieuc         | 204,5      | Filippo Pozzato        | Thomas Voeckler   |
| 8. Etappe  | 11. Juli | Lamballe – Quimper                   | 168        | Thor Hushovd           | Thomas Voeckler   |
| Ruhetag    |          |                                      |            |                        |                   |
| 9. Etappe  | 13. Juli | Saint-Léonard-de-Noblat – Guéret     | 160,5      | Robbie McEwen          | Thomas Voeckler   |
| 10. Etappe | 14. Juli | Limoges – Saint-Flour                | 237        | Richard Virenque       | Thomas Voeckler   |
| 11. Etappe | 15. Juli | Saint-Flour – Figeac                 | 164        | David Moncoutié        | Thomas Voeckler   |
| 12. Etappe | 16. Juli | Castelsarrasin – La Mongie           | 197,5      | Ivan Basso             | Thomas Voeckler   |
| 13. Etappe | 17. Juli | Lannemezan – Plateau de Beille       | 205,5      | Lance Armstrong        | Thomas Voeckler   |
| 14. Etappe | 18. Juli | Carcassonne – Nîmes                  | 192,5      | Aitor González Jiménez | Thomas Voeckler   |
| Ruhetag    |          |                                      |            |                        |                   |
| 15. Etappe | 20. Juli | Valréas – Villard-de-Lans            | 180,5      | Lance Armstrong        | Lance Armstrong   |
| 16. Etappe | 21. Juli | Le Bourg-d’Oisans – Alpe d’Huez      | 15,5 (BZF) | Lance Armstrong        | Lance Armstrong   |
| 17. Etappe | 22. Juli | Le Bourg-d’Oisans – Le Grand-Bornand | 204,5      | Lance Armstrong        | Lance Armstrong   |
| 18. Etappe | 23. Juli | Annemasse – Lons-le-Saunier          | 166,5      | Juan Miguel Mercado    | Lance Armstrong   |
| 19. Etappe | 24. Juli | Besançon – Besançon                  | 55 (EZF)   | Lance Armstrong        | Lance Armstrong   |
| 20. Etappe | 25. Juli | Montereau-Fault-Yonne – Paris        | 163        | Tom Boonen             | Lance Armstrong   |

## Trikots im Tourverlauf
Die Tabelle zeigt den Führenden in der jeweiligen Wertung zu Beginn der jeweiligen Etappe an.
| Etappe      | Gelbes Trikot     | Grünes Trikot     | Gepunktetes Trikot | Weißes Trikot     | Teamwertung   |
| ----------- | ----------------- | ----------------- | ------------------ | ----------------- | ------------- |
| 01. Etappe  | Fabian Cancellara | Fabian Cancellara | nicht vergeben     | Fabian Cancellara | US Postal     |
| 02. Etappe  | Fabian Cancellara | Thor Hushovd      | Christophe Mengin  | Fabian Cancellara | US Postal     |
| 03. Etappe  | Thor Hushovd      | Thor Hushovd      | Christophe Mengin  | Fabian Cancellara | US Postal     |
| 04. Etappe  | Robbie McEwen     | Robbie McEwen     | Christophe Mengin  | Fabian Cancellara | US Postal     |
| 05. Etappe  | Lance Armstrong   | Robbie McEwen     | Christophe Mengin  | Matthias Kessler  | US Postal     |
| 06. Etappe  | Thomas Voeckler   | Robbie McEwen     | Christophe Mengin  | Thomas Voeckler   | Team CSC      |
| 07. Etappe  | Thomas Voeckler   | Stuart O’Grady    | Christophe Mengin  | Thomas Voeckler   | Team CSC      |
| 08. Etappe  | Thomas Voeckler   | Stuart O’Grady    | Christophe Mengin  | Thomas Voeckler   | Team CSC      |
| 09. Etappe  | Thomas Voeckler   | Robbie McEwen     | Christophe Mengin  | Thomas Voeckler   | Team CSC      |
| 010. Etappe | Thomas Voeckler   | Robbie McEwen     | Christophe Mengin  | Thomas Voeckler   | Team CSC      |
| 11. Etappe  | Thomas Voeckler   | Robbie McEwen     | Richard Virenque   | Thomas Voeckler   | Team CSC      |
| 12. Etappe  | Thomas Voeckler   | Robbie McEwen     | Richard Virenque   | Thomas Voeckler   | Team CSC      |
| 13. Etappe  | Thomas Voeckler   | Robbie McEwen     | Richard Virenque   | Thomas Voeckler   | Team CSC      |
| 14. Etappe  | Thomas Voeckler   | Robbie McEwen     | Richard Virenque   | Thomas Voeckler   | Team CSC      |
| 15. Etappe  | Thomas Voeckler   | Robbie McEwen     | Richard Virenque   | Thomas Voeckler   | T-Mobile Team |
| 16. Etappe  | Lance Armstrong   | Robbie McEwen     | Richard Virenque   | Thomas Voeckler   | Team CSC      |
| 17. Etappe  | Lance Armstrong   | Robbie McEwen     | Richard Virenque   | Thomas Voeckler   | T-Mobile Team |
| 18. Etappe  | Lance Armstrong   | Robbie McEwen     | Richard Virenque   | Thomas Voeckler   | T-Mobile Team |
| 19. Etappe  | Lance Armstrong   | Robbie McEwen     | Richard Virenque   | Thomas Voeckler   | T-Mobile Team |
| 20. Etappe  | Lance Armstrong   | Robbie McEwen     | Richard Virenque   | Wladimir Karpez   | T-Mobile Team |
| Sieger      | Lance Armstrong   | Robbie McEwen     | Richard Virenque   | Wladimir Karpez   | T-Mobile-Team |

## Ergebnisse

### Gesamtwertung
| \| Gesamtwertung \| Gesamtwertung \| Gesamtwertung \| Gesamtwertung \| Gesamtwertung \| \| Fahrer \| Fahrer \| Land \| Team \| Zeit \| \| ------------- \| ------------- \| ------------- \| ------------- \| ------------- \| |        |      |      |      |
| |        |      |      |      |
| Quelle: ProCyclingStats |        |      |      |      |
| Gesamtwertung |        |      |      |      |
| Fahrer | Fahrer | Land | Team | Zeit |

### Punktewertung
| Punktewertung | Punktewertung | Punktewertung | Punktewertung | Punktewertung |
| Fahrer        | Fahrer        | Land          | Team          | Punkte        |
| ------------- | ------------- | ------------- | ------------- | ------------- |

### Bergwertung
| Bergwertung | Bergwertung | Bergwertung | Bergwertung | Bergwertung |
| Fahrer      | Fahrer      | Land        | Team        | Punkte      |
| ----------- | ----------- | ----------- | ----------- | ----------- |

### Nachwuchswertung
| Nachwuchswertung | Nachwuchswertung | Nachwuchswertung | Nachwuchswertung | Nachwuchswertung |
| Fahrer           | Fahrer           | Land             | Team             | Zeit             |
| ---------------- | ---------------- | ---------------- | ---------------- | ---------------- |

### Mannschaftswertung
| Mannschaftswertung | Mannschaftswertung | Mannschaftswertung | Mannschaftswertung |
| Team               | Team               | Land               | Zeit               |
| ------------------ | ------------------ | ------------------ | ------------------ |

## Teilnehmer
Bei der Tour de France 2004 waren 21 Mannschaften am Start. Unter den insgesamt 188 Fahrern befanden sich 15 Deutsche, 6 Schweizer, 5 Österreicher und 1 Luxemburger.
Siehe auch: Komplette Liste des Fahrerfelds

## Preisgelder
Bei der Tour de France 2004 wurden Preisgelder in Höhe von fast drei Millionen Euro an die Teilnehmer ausgeschüttet. Jedes Team erhielt einen fixen Betrag von 35.000 Euro als Aufwandsentschädigung, zudem 1600 Euro für jeden Fahrer, wenn mindestens sieben Fahrer das Ziel in Paris erreichten.
Des Weiteren wurden Prämien für bestimmte Leistungen vergeben, die im Allgemeinen der Mannschaftskasse gutgeschrieben und am Ende unter allen Fahrern der Mannschaft aufgeteilt werden. Die drei Mannschaften mit den meisten Prämien am Ende der Tour de France 2004 waren US Postal (578.842 Euro), Team T-Mobile (339.656 Euro) und CSC (183.880 Euro).
| Leistung                          | Erster Platz | Zweiter Platz | Dritter Platz |
| --------------------------------- | ------------ | ------------- | ------------- |
| Gesamtwertung Einzel              | 400.000      | 167.495       | 91.470        |
| Normale Etappen, Einzelzeitfahren | 7.620        | 4.000         | 2.000         |
| Prolog                            | 3.810        | 1.525         | 760           |
| Mannschaftszeitfahren             | 15.000       | 7.500         | 4.300         |
| Grünes und Gepunktetes Trikot     | 22.867       | 15.245        | 7.622         |
| Teamwertung                       | 30.490       | 28.392        | 18.294        |
| Nachwuchswertung                  | 18.294       | 13.720        | 9.147         |

Weitere Prämien

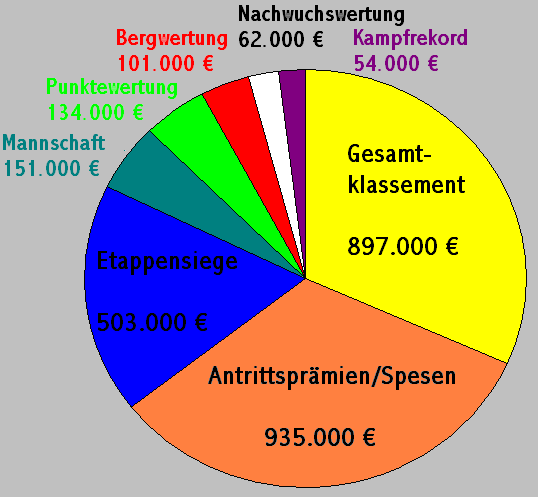
Die Prämien der Tour de France 2004 im Gesamtüberblick

- der von einer Jury gewählte kämpferischste Fahrer einer Etappe mit Massenstart erhielt 2000 Euro
- für den kämpferischsten Fahrer der gesamten Tour gab es 20.000 Euro
- für jeden Tag im Gelben Trikot erhielt der Fahrer 350 Euro,
- für jeden Tag im Grünen, im Weißen (Nachwuchs) oder im Gepunkteten Trikot 300 Euro.

| Art                     | Erster Platz | Zweiter Platz | Dritter Platz |
| ----------------------- | ------------ | ------------- | ------------- |
| Zwischensprint          | 800          | 450           | 300           |
| Berg der Hors Catégorie | 800          | 450           | 300           |
| ... der 1. Kategorie    | 650          | 400           | 150           |
| ... der 2. Kategorie    | 500          | 250           |               |
| ... der 3. Kategorie    | 300          |               |               |
| ... der 4. Kategorie    | 200          |               |               |